# 阿格里皮纳·普里玛·罗曼托·普特拉
阿格里皮纳·普里玛·罗曼托·普特拉（1991年1月20日—），印尼男子羽毛球運動員。

## 簡歷
2012年4月，普特拉出戰大阪羽毛球國際挑戰賽，與吉德翁·马库斯·费尔纳尔迪合作贏得男子雙打亞軍。

## 主要比賽成績
只列出曾進入準決賽的國際賽事成績：
| 年份   | 賽事                       | 公開賽級別 | 項目     | 拍檔                     | 成績   |
| ------ | -------------------------- | ---------- | -------- | ------------------------ | ------ |
| 2010年 | 新加坡羽毛球國際系列賽     | 國際系列賽 | 男子雙打 | 里奇·卡兰达·苏华迪       | 亞軍   |
| 2010年 | 印度羽毛球大獎賽           | 大獎賽     | 男子雙打 | 里奇·卡兰达·苏华迪       | 準決賽 |
| 2011年 | 新加坡羽毛球國際系列賽     | 國際系列賽 | 男子雙打 | 吉德翁·马库斯·费尔纳尔迪 | 冠軍   |
| 2012年 | 伊朗羽毛球國際挑戰賽       | 國際挑戰賽 | 男子雙打 | 吉德翁·马库斯·费尔纳尔迪 | 冠軍   |
| 2012年 | 越南羽毛球國際挑戰賽       | 國際挑戰賽 | 男子雙打 | 吉德翁·马库斯·费尔纳尔迪 | 亞軍   |
| 2012年 | 大阪羽毛球國際挑戰賽       | 國際挑戰賽 | 男子雙打 | 吉德翁·马库斯·费尔纳尔迪 | 亞軍   |
| 2012年 | 印度羽毛球黃金大獎賽       | 黃金大獎賽 | 男子雙打 | 吉德翁·马库斯·费尔纳尔迪 | 準決賽 |
| 2013年 | 印度尼西亞羽毛球國際挑戰賽 | 國際挑戰賽 | 男子雙打 | 哈迪安托                 | 亞軍   |
| 2014年 | 紐西蘭羽毛球大獎賽         | 大獎賽     | 男子雙打 | 哈迪安托                 | 準決賽 |
| 2014年 | 印尼羽毛球國際挑戰賽       | 國際挑戰賽 | 男子雙打 | 弗兰·库尔尼亚万·邓       | 亞軍   |
| 2014年 | 保加利亞羽毛球國際賽       | 國際挑戰賽 | 男子雙打 | 弗兰·库尔尼亚万·邓       | 準決賽 |
| 2014年 | 荷蘭羽毛球大獎賽           | 大獎賽     | 男子雙打 | 弗兰·库尔尼亚万·邓       | 亞軍   |
| 2014年 | 巴林羽毛球國際挑戰賽       | 國際挑戰賽 | 男子雙打 | 弗兰·库尔尼亚万·邓       | 亞軍   |
| 2015年 | 紐西蘭羽毛球黃金大獎賽     | 黃金大獎賽 | 男子雙打 | 马尔基斯·基多            | 準決賽 |
| 2016年 | 印度尼西亞羽毛球國際系列賽 | 國際系列賽 | 混合雙打 | 阿普里亚尼·拉哈育        | 冠軍   |
| 2018年 | 印尼羽毛球國際挑戰賽       | 國際挑戰賽 | 男子雙打 | 凯纳斯·阿迪·哈迪安托     | 準決賽 |

| 2007-2017年 | 首要超級賽 | 超級賽 | 黃金大獎賽 | 大獎賽 | 國際挑戰賽 | 國際系列賽 | 未來系列賽 | 其他 |

| 2018-2026年 | 總決賽 | 超級1000賽 | 超級750賽 | 超級500賽 | 超級300賽 | 超級100賽 | 國際挑戰賽 | 國際系列賽 | 未來系列賽 | 其他 |